# Nicolau Pujades
Nicolau Pujades va ser President de la Generalitat de Catalunya, nomenat el 15 d'octubre de 1455.
Fill d'una família de mercaders en la qual també apareixen figures destacades de la política catalana i barcelonina.
Les Corts de Barcelona (1454-1458), en què va ser nomenat Nicolau Pujades, varen ser molt tenses a causa de l'enfrontament de l'oligarquia barcelonesa amb el rei pel suport d'aquest a la causa remença i per la intervenció del lloctinent Galceran de Requesens en el nomenament d'un govern municipal del partit de la Busca.
Quan Pujades participa en les Corts de 1454, ho fa en representació del capítol de la catedral de Barcelona. En aquell moment ja era ardiaca de Santa Maria del Mar.
Dins de les mateixes Corts, ja nomenat Pujades, s'abordà el tema de la successió de diputats per evitar els relleus pseudodinàstics que s'havien produït amb les famílies Samasó i Desplà. El nou mètode combinava la proposta de candidats que cada un dels diputats sortints feia davant de notari i testimonis, i una selecció per insaculació entre els candidats proposats.
El 26 de juliol de 1457, la Diputació es traslladà oficialment a Manresa fugint d'una epidèmia de pesta que provocà, només a Barcelona, més de 3.300 morts entre maig i desembre.
El 1461, després d'acabar el seu mandat a la Generalitat, va fer d'ambaixador davant la reina Joana Enríquez per aconsellar-li que no entrés a Barcelona. La reina es refugia amb el príncep Ferran a Girona.
Després de ser un temps a la cúria de Tarragona, fou nomenat arquebisbe de Palerm el 23 d'agost de 1464, ciutat en què va morir el 1467.